# Sčítání matic

Ilustrace součtu dvou matic.

V matematice je součet matic  binární operace na množině matic stejného typu definovaná sčítáním po složkách, tj. sečtením prvků na odpovídajících pozicích. Existují ale i další operace, které lze považovat za formu součtu matic a to direktní součet a Kroneckerův součet.

## Součet po prvcích
Standardní součet matic je definován pro dvě matice stejných rozměrů. Součet dvou matic {\displaystyle {\boldsymbol {A}}} a {\displaystyle {\boldsymbol {B}}} typu {\displaystyle m\times n} je opět matice typu {\displaystyle m\times n} , která je vypočtena součtem prvků na stejných pozicích. Značí se {\displaystyle {\boldsymbol {A}}+{\boldsymbol {B}}} a formálně je definována vztahem {\displaystyle ({\boldsymbol {A}}+{\boldsymbol {B}})_{ij}=a_{ij}+b_{ij}}. Rozepsáno podrobněji: 
{\displaystyle {\begin{aligned}{\boldsymbol {A}}+{\boldsymbol {B}}&={\begin{pmatrix}a_{11}&a_{12}&\cdots &a_{1n}\\a_{21}&a_{22}&\cdots &a_{2n}\\\vdots &\vdots &\ddots &\vdots \\a_{m1}&a_{m2}&\cdots &a_{mn}\\\end{pmatrix}}+{\begin{pmatrix}b_{11}&b_{12}&\cdots &b_{1n}\\b_{21}&b_{22}&\cdots &b_{2n}\\\vdots &\vdots &\ddots &\vdots \\b_{m1}&b_{m2}&\cdots &b_{mn}\\\end{pmatrix}}\\&={\begin{pmatrix}a_{11}+b_{11}&a_{12}+b_{12}&\cdots &a_{1n}+b_{1n}\\a_{21}+b_{21}&a_{22}+b_{22}&\cdots &a_{2n}+b_{2n}\\\vdots &\vdots &\ddots &\vdots \\a_{m1}+b_{m1}&a_{m2}+b_{m2}&\cdots &a_{mn}+b_{mn}\\\end{pmatrix}}\\\end{aligned}}\,\!}
Například:
{\displaystyle {\begin{pmatrix}1&3\\1&0\\1&2\end{pmatrix}}+{\begin{pmatrix}0&0\\7&5\\2&1\end{pmatrix}}={\begin{pmatrix}1+0&3+0\\1+7&0+5\\1+2&2+1\end{pmatrix}}={\begin{pmatrix}1&3\\8&5\\3&3\end{pmatrix}}}
Matice stejného typu lze i vzájemně odečítat. Rozdíl matic {\displaystyle {\boldsymbol {A}}-{\boldsymbol {B}}} je dán rozdíly prvků matic {\displaystyle {\boldsymbol {A}}} a {\displaystyle {\boldsymbol {B}}} na odpovídajících pozicích, čili {\displaystyle ({\boldsymbol {A}}-{\boldsymbol {B}})_{ij}=a_{ij}-b_{ij}}. Vzhledem k tomu, že rozdíl je zvláštním případem součtu: {\displaystyle {\boldsymbol {A}}-{\boldsymbol {B}}={\boldsymbol {A}}+(-1){\boldsymbol {B}}},  má výsledná matice stejné rozměry jako {\displaystyle {\boldsymbol {A}}} i {\displaystyle {\boldsymbol {B}}}. Například:
{\displaystyle {\begin{pmatrix}1&3\\1&0\\1&2\end{pmatrix}}-{\begin{pmatrix}0&0\\7&5\\2&1\end{pmatrix}}={\begin{pmatrix}1-0&3-0\\1-7&0-5\\1-2&2-1\end{pmatrix}}={\begin{pmatrix}1&3\\-6&-5\\-1&1\end{pmatrix}}}

## Direktní součet
Další operace, která se používá méně často, je přímý součet (zápis ⊕). Kronekerův součet se též značí ⊕; rozdíl by měl být zřejmý. Přímý součet jakékoli dvojice matic {\displaystyle {\boldsymbol {A}}} typu {\displaystyle m\times n} a {\displaystyle {\boldsymbol {B}}} typu {\displaystyle p\times q} je matice typu {\displaystyle (m+p)\times (n+q)} a definována vztahem 
{\displaystyle {\boldsymbol {A}}\oplus {\boldsymbol {B}}={\begin{pmatrix}{\boldsymbol {A}}&{\boldsymbol {0}}\\{\boldsymbol {0}}&{\boldsymbol {B}}\end{pmatrix}}={\begin{pmatrix}a_{11}&\cdots &a_{1n}&0&\cdots &0\\\vdots &\ddots &\vdots &\vdots &\ddots &\vdots \\a_{m1}&\cdots &a_{mn}&0&\cdots &0\\0&\cdots &0&b_{11}&\cdots &b_{1q}\\\vdots &\ddots &\vdots &\vdots &\ddots &\vdots \\0&\cdots &0&b_{p1}&\cdots &b_{pq}\end{pmatrix}}}
Například,
{\displaystyle {\begin{pmatrix}1&3&2\\2&3&1\end{pmatrix}}\oplus {\begin{pmatrix}1&6\\0&1\end{pmatrix}}={\begin{pmatrix}1&3&2&0&0\\2&3&1&0&0\\0&0&0&1&6\\0&0&0&0&1\end{pmatrix}}}
Přímý součet matic je speciální typ blokové matice, konkrétně přímý součet čtvercových matic je bloková diagonální matice.
Přímý součet {\displaystyle n} matic je dán vztahem:
{\displaystyle \bigoplus _{i=1}^{n}{\boldsymbol {A}}_{i}={\rm {diag}}({\boldsymbol {A}}_{1},{\boldsymbol {A}}_{2},{\boldsymbol {A}}_{3},\dots ,{\boldsymbol {A}}_{n})={\begin{pmatrix}{\boldsymbol {A}}_{1}&{\boldsymbol {0}}&\cdots &{\boldsymbol {0}}\\{\boldsymbol {0}}&{\boldsymbol {A}}_{2}&\cdots &{\boldsymbol {0}}\\\vdots &\vdots &\ddots &\vdots \\{\boldsymbol {0}}&{\boldsymbol {0}}&\cdots &{\boldsymbol {A}}_{n}\\\end{pmatrix}}\,\!,}
kde nuly značí nulové matice odpovídajících rozměrů.
Například matice sousednosti sjednocení disjunktních grafů nebo multigrafů je přímým součtem matic sousedností grafů v sjednocení. 

## Kroneckerův součet
Kroneckerův součet se liší od přímého součtu, ale používá stejnou značku ⊕. Definuje se použitím Kroneckerova součinu ⊗ a normálního maticového součtu. Pokud {\displaystyle {\boldsymbol {A}}} je typu {\displaystyle n\times n}, {\displaystyle {\boldsymbol {B}}} je typu {\displaystyle m\times m} a {\displaystyle \mathbf {I} _{k}} označuje jednotkovou matici {\displaystyle k\times k}, pak Kroneckerův součet matic je definován předpisem:
{\displaystyle {\boldsymbol {A}}\oplus {\boldsymbol {B}}={\boldsymbol {A}}\otimes \mathbf {I} _{m}+\mathbf {I} _{n}\otimes {\boldsymbol {B}}}